# Электронная контрольная лента защищённая
Электронная контрольная лента защищённая (ЭКЛЗ) — техническое устройство, обеспечивающее защищённую от необнаруживаемой коррекции регистрацию и энергонезависимое долговременное хранение информации о каждом из проведённых с использованием ККМ денежных расчётов, необходимое для полного учёта доходов в целях правильного исчисления налогов.
ЭКЛЗ представляет собой небольшой пластиковый корпус с защитной голограммой и контактным разъёмом. Внутри корпуса расположена основа ЭКЛЗ — печатная плата с напаянными на неё радиоэлектронными элементами.
ЭКЛЗ входила в состав контрольно-кассовых машин (ККМ), эксплуатирующихся на территории Российской Федерации, и применялась для некорректируемого накопления информации обо всех оформленных на ККМ платёжных документах и отчётах закрытия смены. Оснащение касс устройством ЭКЛЗ лоббировалось с 2003-2005 годов, обязательно на всех моделях ККТ с октября 2004 года.
С 1 июля 2017 года использование ЭКЛЗ в России прекращено. Вместо ККМ с ЭКЛЗ начали применяться онлайн-кассы, использующие фискальный накопитель (имеет иную форму, но использует разъём, сходный с интерфейсом ЭКЛЗ), и отправляющие данные о платежных документах в режиме «Онлайн» в ФНС России через одного из 21  операторов фискальных данных.

## Назначение ЭКЛЗ
ЭКЛЗ выполняет следующие основные функции:
- приём от ККМ данных кассового документа (чека, отчёта);
- формирование криптографического проверочного кода (КПК) чека (отчёта) на основе полученных параметров;
- передача в ККМ вычисленного значения КПК, соответствующего параметрам кассового документа для печати данного документа, как отдельно, в процессе оформления, так и в составе контрольной ленты;
- архивирование и хранение данных, составляющих контрольную ленту;
- накопление сменных итогов в процессе работы;
- формирование данных сменного итога при закрытии смены,
- занесение и хранение его в энергонезависимой памяти ЭКЛЗ;
- передача в ККМ данных для формирования запрашиваемых отчётов.

## Устройство ЭКЛЗ
Принципиальные электрические схемы и фотографии различных исполнений ЭКЛЗ:

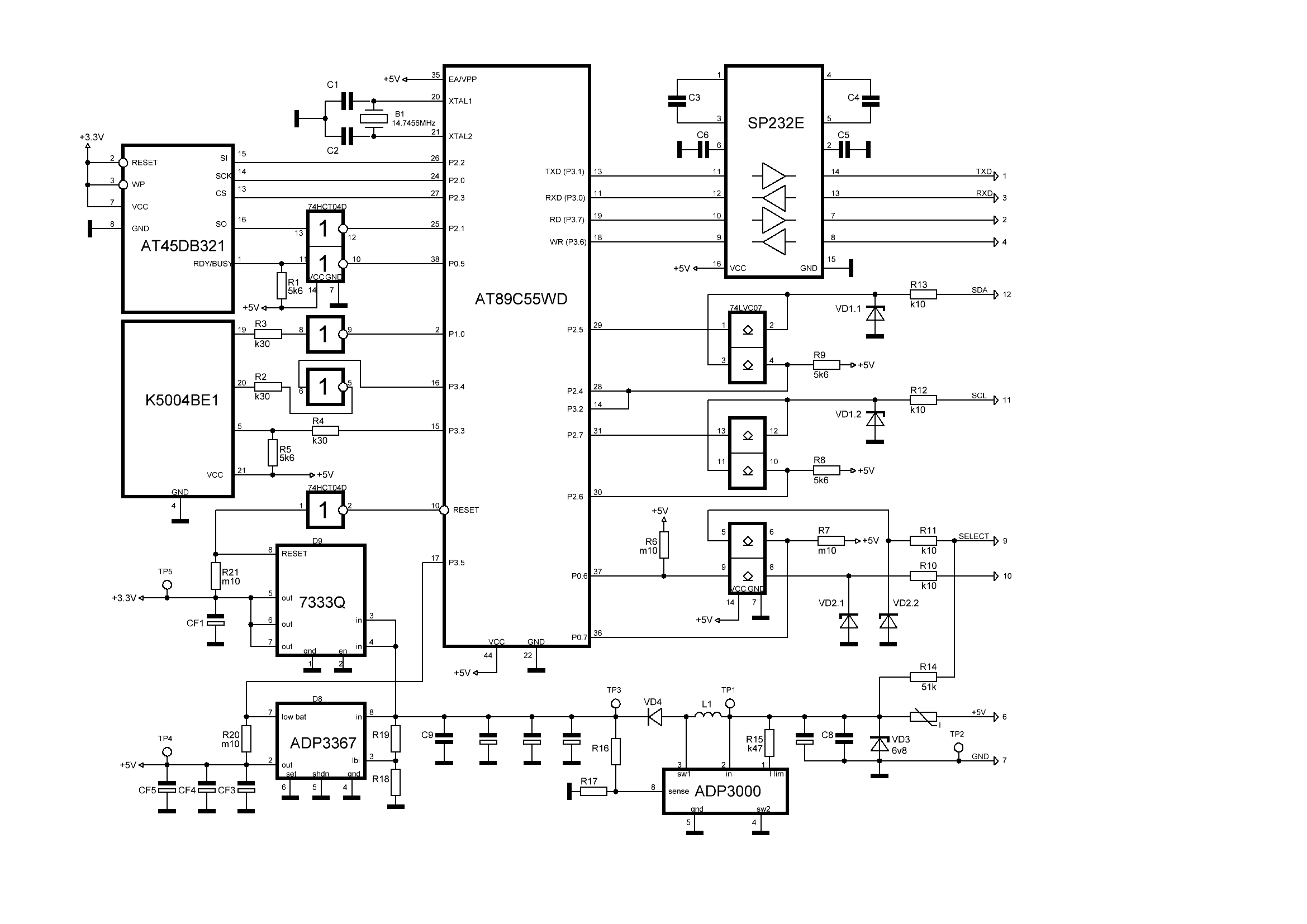
ЭКЛЗ исп. 1 — процессор AT89C55WD, флэш-память AT45DB321
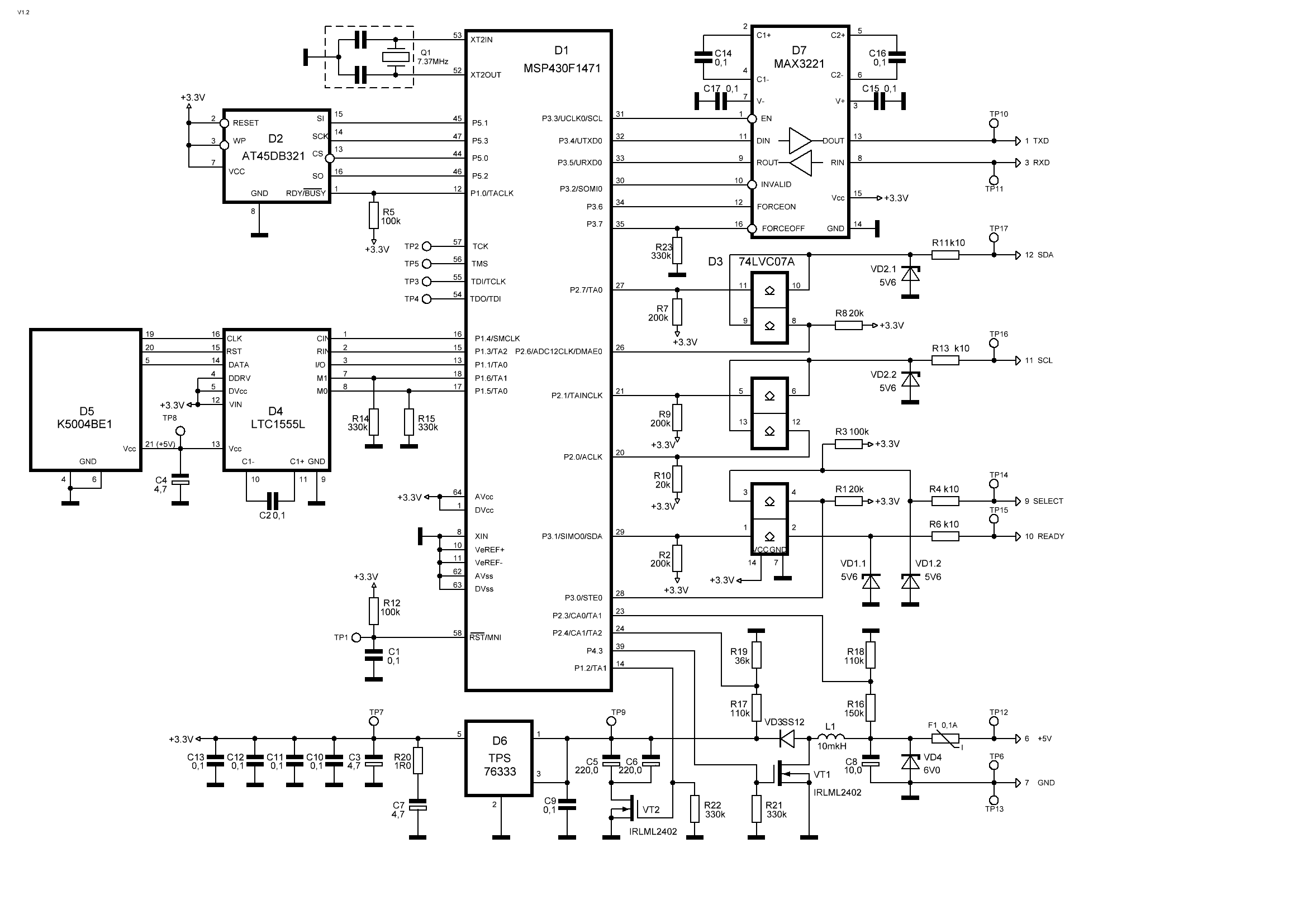
ЭКЛЗ исп. 2 — процессор MSP430F1471, флэш-память AT45DB321
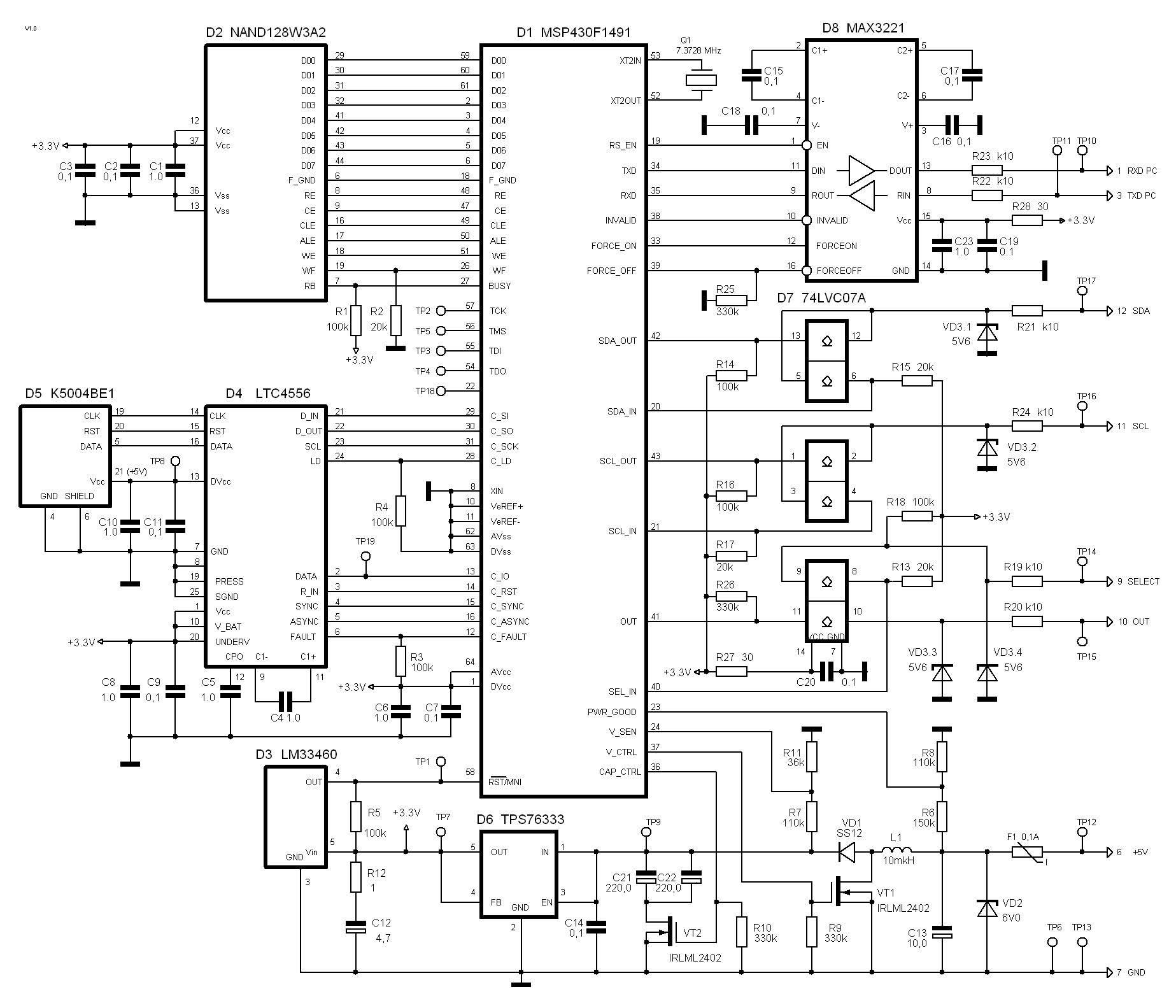
ЭКЛЗ исп. 3 — процессор MSP430F1471, флэш-память NAND128W3A2
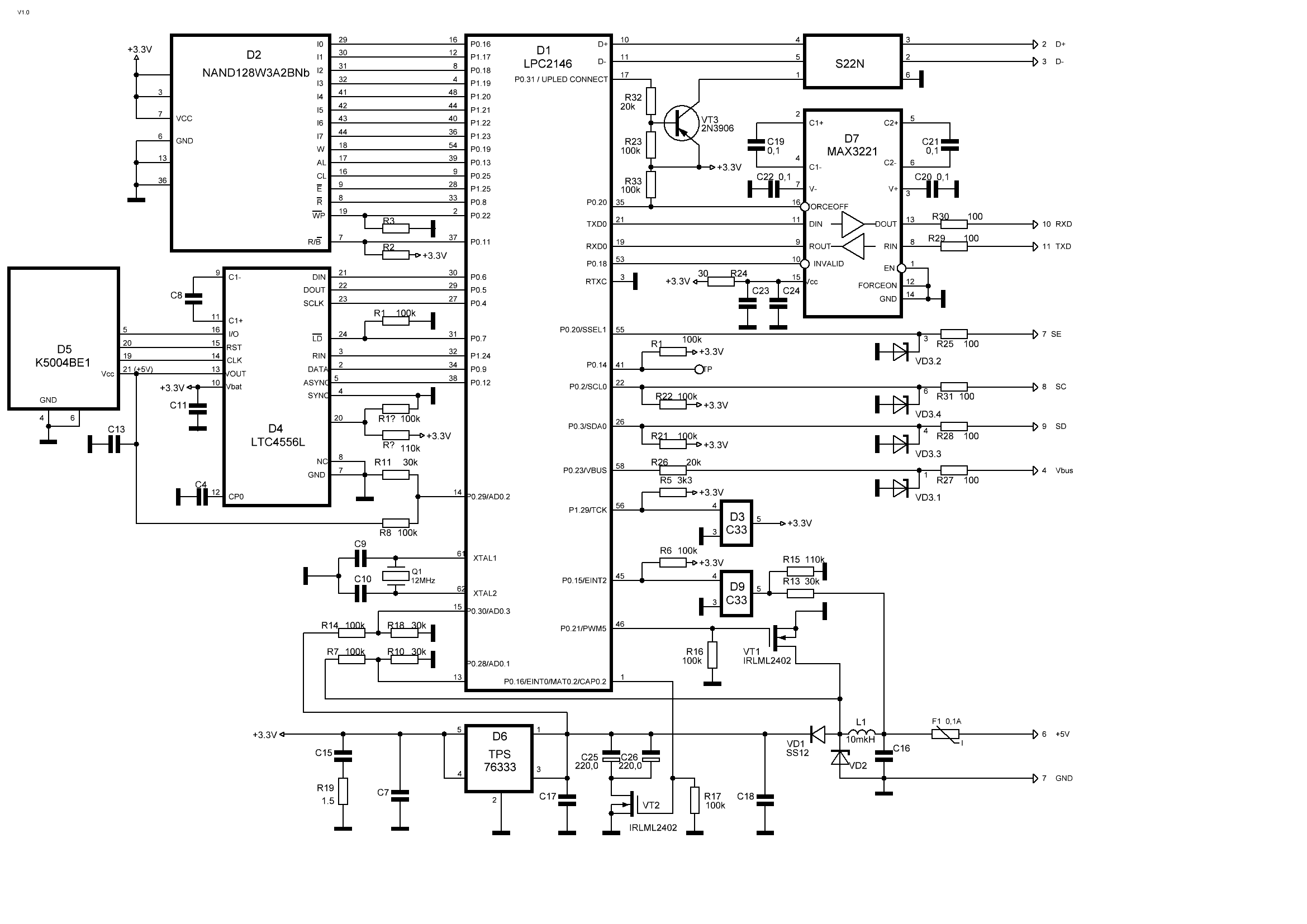
ЭКЛЗ исп. 4 — процессор LPC2146, флэш-память NAND128W3A2BNb
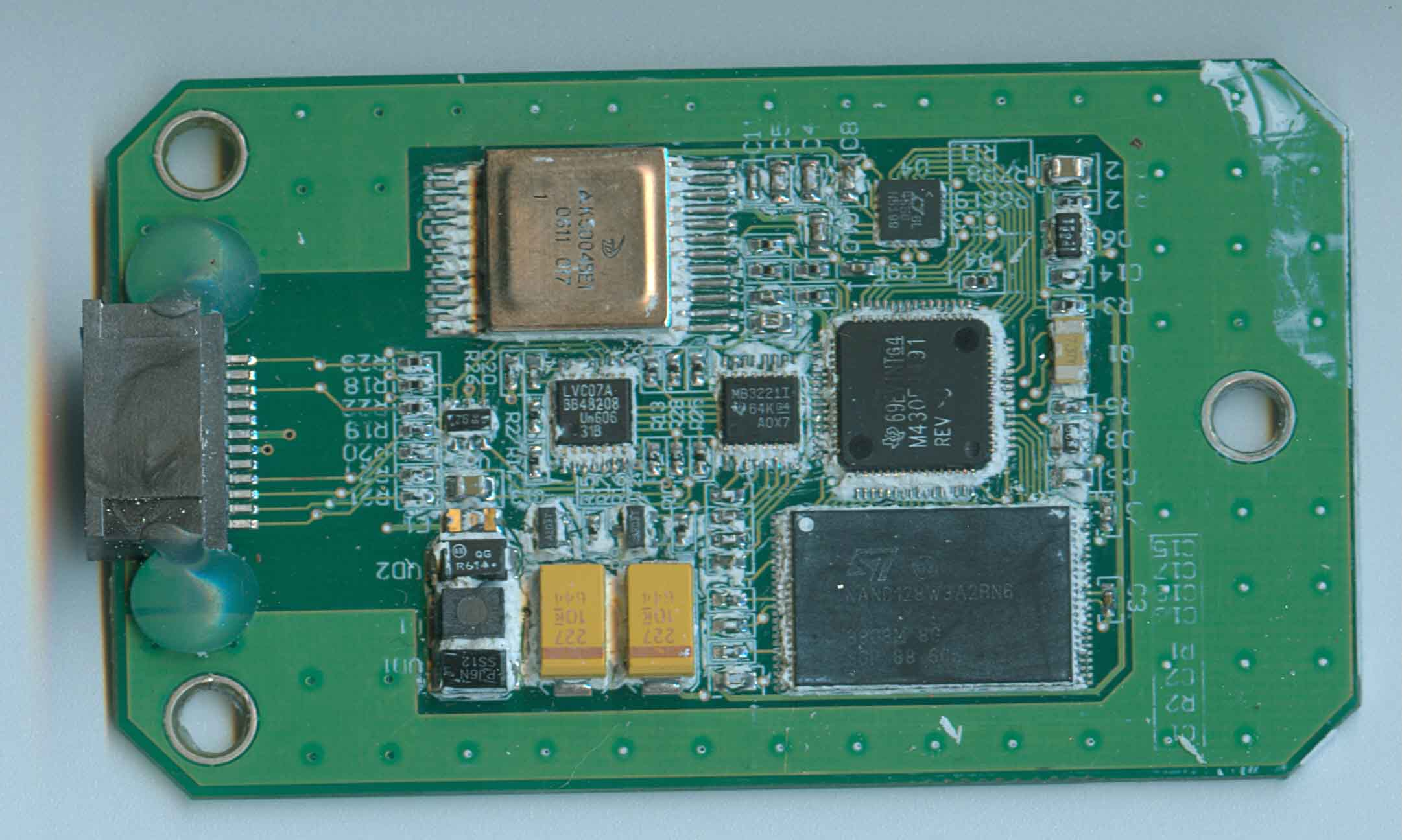
ЭКЛЗ исп. 3 — процессор MSP430F1471, флэш-память NAND128W3A2

Архитектура ЭКЛЗ определена решением Государственной межведомственной комиссии по контрольно-кассовым машинам (ГМЭК, Протокол № 6/65-2001 от 8 июня 2001 года, Электронная контрольная лента защищённая (ЭКЛЗ). Спецификация).
1. Коммуникационный процессор (КП), выполняет следующие функции: обеспечение протокола взаимодействия ЭКЛЗ-ККМ по одному из стандартных интерфейсов (I²C, RS-232); обеспечение протоколов взаимодействия с криптографическим сопроцессором (КС) и Архивом; реализация алгоритма архивирования, выдачи архивных данных по запросам, формирования отчётов и т. д.
2. Криптографический сопроцессор (КС), выполняющий следующие функции: приём данных от КП для формирования КПК; вычисление значения КПК с использованием алгоритма криптографического преобразования в соответствии с ГОСТ 28147-89 в режиме выработки имитовставки; накопление текущих сменных итогов, ведение счетчиков номеров смен; передача в КП вычисленных значений КПК и накопленных значений сменных итогов.
3. Архив — реализованный на базе флэш-памяти модуль, обеспечивающий долговременное хранение данных активизации, данных о кассовых операциях и сменных итогов. Данные хранятся вместе с КПК, выработанным КС на их основе.

В соответствии с ГОСТ 28147-89, ЭКЛЗ должна содержать криптографический ключ, полученный в установленном порядке и сохраняемый в тайне.
Ключевая информация ЭКЛЗ не относится к сведениям, составляющим государственную тайну, и классифицируется как конфиденциальная информация.
ЭКЛЗ должна сохранять конфиденциальность ключевой информации в течение всего срока использования ключа.
ЭКЛЗ при разработке должна пройти криптографические, инженерно-криптографические и специальные исследования (тематические испытания), целью которых является оценка достаточности мер противодействия возможным угрозам безопасности информации, определенным моделью нарушителя, изложенной в техническом задании на разработку такого средства криптографической защиты информации. При положительных результатах экспертизы тематических испытаний ФСБ России выдает разработчику ЭКЛЗ сертификат соответствия.
Ключи для ЭКЛЗ формируются на основе мастер-ключей, выдаваемых ФСБ России для создания ключей ЭКЛЗ.

## Разработчики ЭКЛЗ
Компания-разработчик многих вариантов ЭКЛЗ — ООО «Безант». Производством данных ЭКЛЗ занимались «Приборный завод „Тензор“» (2003—2017) и ЗАО «Научные приборы» (2005—2008).
Федеральная антимонопольная служба России признавала в 2010 году ООО «Безант» нарушителем закона "О защите конкуренции" (злоупотребление доминирующим положением) из-за деятельности, связанной с производством и перепродажей ЭКЛЗ и компонентов для них. В материалах отмечалась завышенная стоимость ряда компонентов
ОАО Ангстрем, разработчик микроконтроллеров серии K5004BE1-01, оспаривал решение ФАС в 2011 году.

## Замена ЭКЛЗ
Замена ЭКЛЗ представляет собой последовательность процедур снятия и установки нового блока ЭКЛЗ. Замена ЭКЛЗ производится в следующих случаях:

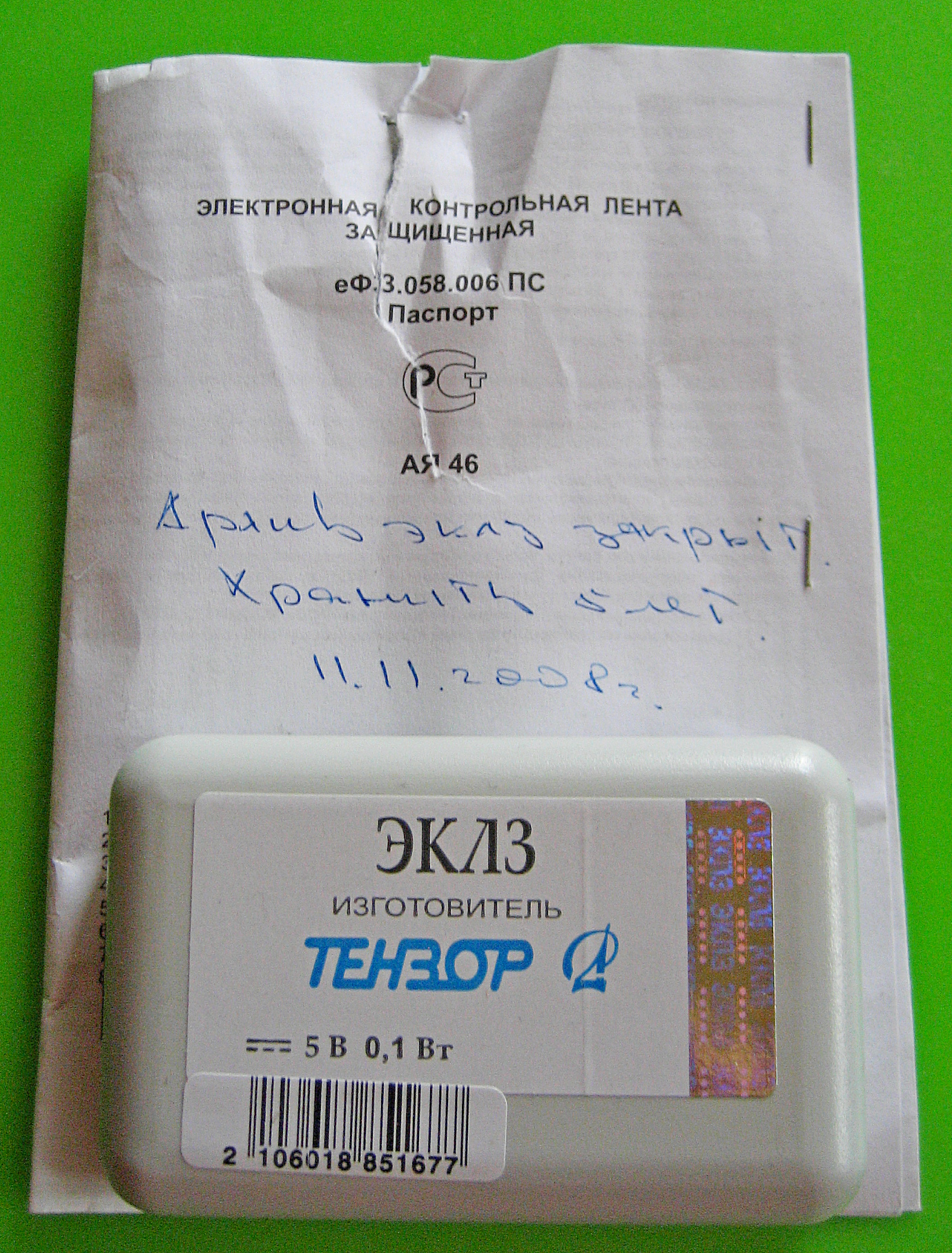
Отработанная ЭКЛЗ

- заполнения памяти ЭКЛЗ более, чем на 90 %;
- истечения срока эксплуатации ЭКЛЗ (1 год со времени активизации).

Порядок замены ЭКЛЗ в Москве установлен рекомендацией Управления ФНС России по г. Москве.
Для регистрации замены ЭКЛЗ в налоговых инспекциях необходимы следующие документы:
- Заявление на замену ЭКЛЗ;
- Журнал кассира-операциониста — должен быть заполнен до последней смены;
- Журнал вызовов технических специалистов;
- Карточка регистрации на контрольно-кассовую технику;
- Последний отчёт с гашением;
- Дополнительный лист к Паспорту версии;
- Паспорт нового блока ЭКЛЗ (выдается и оформляется механиком ЦТО);
- Акт технического заключения (выдается и заполняется механиком ЦТО);
- Акт формы КМ-2 — в трёх экземплярах (выдается и оформляется механиком ЦТО);
- Акт о передаче заполненной ЭКЛЗ на хранение владельцу ККТ.

Для замены ЭКЛЗ необходимо:
- вызвать механика ЦТО, обслуживающего кассовый аппарат,
- заполнить левую колонку акта КМ-2 (в трёх экземплярах) и подписать верхнюю его часть на обороте «При сдаче в ремонт».

Механик должен передать:
- заполненный Акт технического заключения,
- акты о передаче старой (заполненной) ЭКЛЗ на хранение.

Указанные документы подаются в налоговую инспекцию, в которой поставлен на учёт кассовый аппарат. Налоговый инспектор обязан проштамповать акты КМ-2, тем самым разрешая заменить блок памяти. Внутренним порядком некоторых ИФНС может запрещаться замена ЭКЛЗ при наличии задолженности либо не сданной отчётности, а также массовом юридическом адресе владельца ККТ. При получении согласия налогового инспектора на замену блока памяти нужно сообщить об этом механику, который выезжает на торговую точку и меняет ЭКЛЗ (старыми протоколами ГМЭК устанавливалась обязательность замены ЭКЛЗ только в помещении ЦТО, но в настоящее время это требование не соблюдается в связи с признанием ГМЭК недействительным государственным органом).
Со стороны механика должны быть заполнены:
- Журнал вызовов технических специалистов,
- Паспорт на новую ЭКЛЗ,
- вписан регистрационный номер ЭКЛЗ в доп. лист к Паспорту версии,
- заполнена и подписана механиком ЦТО и владельцем ККТ вторая часть актов КМ-2 — «При возвращении (приёме) из ремонта»,
- распечатан на чековой ленте отчёт об активизации новой ЭКЛЗ, а также чек с контрольной суммой и отчёт с гашением.

Готовые документы необходимо повторно принести в налоговую инспекцию для занесения в базу реквизитов нового блока памяти.

## Стоимость ЭКЛЗ
В 2005 году стоимость ЭКЛЗ составляла 2500 рублей, в 2008 году – около 7400 руб, в 2009-2010 - 9000-10000 рублей. Около 90 % цены ЭКЛЗ составлял электронный модуль, поставляемый из Сингапура.
По данным Republic, в период 2004-2009 годов доход производителей ЭКЛЗ составил 26,5 млрд рублей.